# Astragalus neoburkartianus
Astragalus neoburkartianus är en ärtväxtart som beskrevs av Gomez-sosa. Astragalus neoburkartianus ingår i släktet vedlar, och familjen ärtväxter. Inga underarter finns listade i Catalogue of Life.